# Diagramma di Glaser

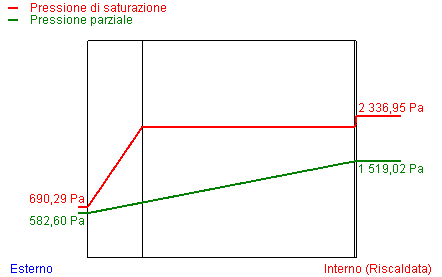
Andamenti della pressione parziale di vapore e della pressione di saturazione, tra interno ed esterno di un locale, in un diagramma di Glaser: il salto maggiore di temperatura (e quindi di pressione di saturazione) si ha attraverso lo strato di isolante termico, in questo caso sul lato esterno dell'abitazione.

Il diagramma di Glaser è un metodo grafico che permette lo studio del fenomeno della condensa all'interno di una parete costituita da uno o più strati, normalmente utilizzato nell'ingegneria civile.
Esso è descritto nella norma EN ISO 13788.

## Costruzione del diagramma
Il diagramma in oggetto viene costruito nelle seguenti fasi:
1. si identificano le superfici di separazione tra i vari strati della struttura;
2. definizione degli spessori dei vari strati della struttura e delle proprietà dei materiali di cui sono composti, quali la conducibilità e la permeabilità;
3. in corrispondenza di ognuna di esse si determinano le temperature, le pressioni di saturazione del vapore d'acqua e le pressioni parziali del vapore, che sono funzione delle caratteristiche termoigrometriche dell'aria in contatto con la parete nonché della permeabilità dei materiali che la costituiscono;
4. si confronta il valore di pressione parziale del vapore con quello di saturazione. La formazione della condensa in uno strato può essere quindi facilmente dedotta grazie al diagramma di Glaser quando il valore di pressione parziale risulta maggiore di quello della pressione di saturazione. In questo caso per risolvere il problema è possibile introdurre nella parte calda dell'isolante una barriera al vapore (cioè un materiale caratterizzato da un valore di permeabilità molto basso).

Si tenga presente che lo spessore degli strati nel diagramma non sono proporzionali a quelli reali, infatti il diagramma viene rappresentato con lo spessore equivalente, risultato della moltiplicazione dello spessore di ogni strato per la corrispondente resistenza al vapore (μ), inverso della permeabilità al vapore.